# Bürgerschaftswahl in Hamburg 1953
- SPD: 58
- Hamburg-Block: 62

- Regierung: 62
- Opposition: 58

Am 1. November 1953 fand die Wahl zur 3. Wahlperiode der Bürgerschaft der Freien und Hansestadt Hamburg (Bürgerschaftswahl) statt. Dieser Artikel beschäftigt sich mit der Wahl, der Sitzverteilung und den wichtigsten Themen der Wahlperiode.

## Wahl
Nachdem bei der Wahl 1949 der Vaterstädtische Bund Hamburg als ein Block aus bürgerlichen Parteien es nicht geschafft hatte, die Sozialdemokraten abzulösen, konnte der neu gebildete Hamburg-Block mit 50 % der abgegebenen Stimmen dieses Vorhaben verwirklichen. Die vier Parteien CDU, FDP, DP und BHE hatten sich vor der Wahl im Sommer 1953 zu diesem Bürgerblock zusammengefunden und eine gemeinsame Liste erstellt. Die Idee, die DKP auch mit einzubeziehen, wurde wegen Bedeutungslosigkeit der Partei fallengelassen.
Die SPD scheiterte nicht zuletzt an einem sehr emotionalen und teilweise harten Wahlkampf. Gebrochen sollte die sozialdemokratische Dominanz in der Hansestadt aber damit nicht sein. Bei der nächsten Wahl 1957 wurde die SPD mit absoluter Mehrheit zurück auf die Regierungsbank geholt.

### Wahlergebnis und Sitzverteilung
Das Amtliche Endergebnis der Wahl zur Bürgerschaft lautete:
| Partei         | Stimmen   | in Prozent | Sitze |
| -------------- | --------- | ---------- | ----- |
| Hamburg-Block  | 504.084   | 50,0 %     | 62    |
| SPD            | 455.402   | 45,2 %     | 58    |
| KPD            | 32.433    | 3,2 %      | -     |
| DRP            | 7.466     | 0,7 %      | -     |
| FSU            | 5.915     | 0,6 %      | -     |
| NSD            | 2.741     | 0,3 %      | -     |
| Einzelbewerber | 31        | 0,0 %      | -     |
| Summe          | 1.008.072 | 100 %      | 120   |

Siehe auch: Liste der Mitglieder der Hamburgischen Bürgerschaft (3. Wahlperiode)

## Regierung
Da der Erste Bürgermeister Max Brauer nach der Wahl nicht zurücktreten wollte und der bestehende SPD-Senat als Minderheitsregierung weiterhin bestand, erfolgte eine Abwahl durch konstruktives Misstrauensvotum.
Der Bürgerblock stellte nun einen Senat aus CDU, FDP und DP, in dem Kurt Sieveking zum Ersten Bürgermeister gewählt wurde. Die Regierung hatte in der Bürgerschaft nur eine knappe Mehrheit, konnte aber erstmals nach Ende des Krieges einen nicht sozialdemokratischen Ersten Bürgermeister stellen. Es sollte bis zur Wahl von Ole von Beust 2001 die letzte Wahl sein, bei der eine bürgerliche Koalition den Regierungschef stellen konnte.
- Siehe: Senat Sieveking

## Wahlkampf
Im Wahlkampf war die Schulreform, die der SPD-Senat in der 2. Wahlperiode durchgesetzt hatte, eines der zentralen Themen. Einer der Hauptpunkte der Reform war die 6-jährige Grundschulzeit. Hauptsächlich dieser Umstand wurde von der Opposition, von Eltern und der Presse angeprangert. Die Reform aus dem Jahre 1949/50 war schon in dieser Zeit umstritten, ließ sich aber nie richtig aus dem Bewusstsein der Hamburger bringen. Die SPD hoffte darauf, „daß die emotionalen Widerstände gegen die verlängerte Grundschulzeit“ abklingen würden, musste sich aber im Wahlkampf 1953 wieder dem Thema stellen.
Eine Neuerung im Wahlkampf war eine kostenlose Zeitung, die an alle Haushalte in Hamburg verteilt wurde. „Der Hanseat“ hatte eine Auflage von weit über 500 000 Stück und wurde als überparteiliche Zeitung „getarnt“. In den ersten Zeitungen war als Herausgeber Otto Link genannt und der Druck erfolgte beim Gruner-Verlag. Es wurden auf der einen Seite übermäßig häufig die Politik der Sozialdemokratie angegriffen und auf der anderen Seite Artikel über Politiker der Opposition veröffentlicht. Als Reaktion auf den „Hanseat“ ließ die Bürgerschaft das Organ „Die Antwort – Mitteilung an die Bevölkerung Hamburgs“ drucken. Dieses nur einmal in Druck gegangene Presseerzeugnis befasst sich in allen Einzelheiten mit den Angriffen gegen die Regierung. Mitbeteiligt an der Herausgabe des „Hanseaten“ war der CDU-Politiker Erik Blumenfeld (MdHB 1946–1955).

## Hauptthemen während der 3. Wahlperiode
Zu einer Regierungskrise kam es 1956. Die SPD und die an der Regierung beteiligte DP kamen überein, ein konstruktives Misstrauensvotum gegen den Bürgermeister Kurt Sieveking zu stellen und den ehemaligen Bürgermeister Max Brauer wieder in das Amt einzusetzen. Bundeskanzler Konrad Adenauer schickte den an der Bundesregierung beteiligten DP-Abgeordneten Hans-Joachim von Merkatz nach Hamburg. Dieser sollte seinen Hamburger Landesverband überreden, sich weiterhin loyal zum amtierenden Bürgermeister zu stellen. Die Aktion Adenauers war erfolgreich und die Absprachen zwischen der SPD und der DP wurden nicht eingehalten. Das Misstrauensvotum wurde mit 57 (von 120) Stimmen gegen Sieveking abgelehnt.